# Anrich Nortje
Anrich Arno Nortje (nacido el 16 de noviembre de 1993) es un jugador de críquet de Sudáfrica. En julio de 2020, Nortje fue nombrada la recién llegada del año en la ceremonia anual de premios de Cricket Sudáfrica.

## Carrera internacional
En febrero de 2019, Nortje fue incluida en el equipo de One Day International (ODI) de Sudáfrica para su serie contra Sri Lanka. Hizo su debut en ODI para Sudáfrica contra Sri Lanka el 3 de marzo de 2019. En marzo de 2020, Cricket Sudáfrica le otorgó un contrato nacional antes de la temporada 2020-21. En septiembre de 2021, Nortje fue nombrado en el equipo de Sudáfrica para la Copa del Mundo T20 ICC Masculina 2021.